# Аваруа
Авару́а (англ. Avarua) — город на севере острова Раротонга, столица Островов Кука, государства в свободной ассоциации с Новой Зеландией.
Аваруа — порт, откуда происходит вывоз копры, жемчуга и фруктов.
В городе есть филиал Южнотихоокеанского университета и библиотека, а вблизи города расположен аэропорт Раротонга.

## История
В феврале 2005 года тропический тихоокеанский циклон нанёс городу значительные повреждения.

## Достопримечательности
Дворец Пара О Тане

## Население
Население Аваруа составляет 5445 жителей (2006), что чуть менее половины всего населения Островов Кука.

## Административное деление

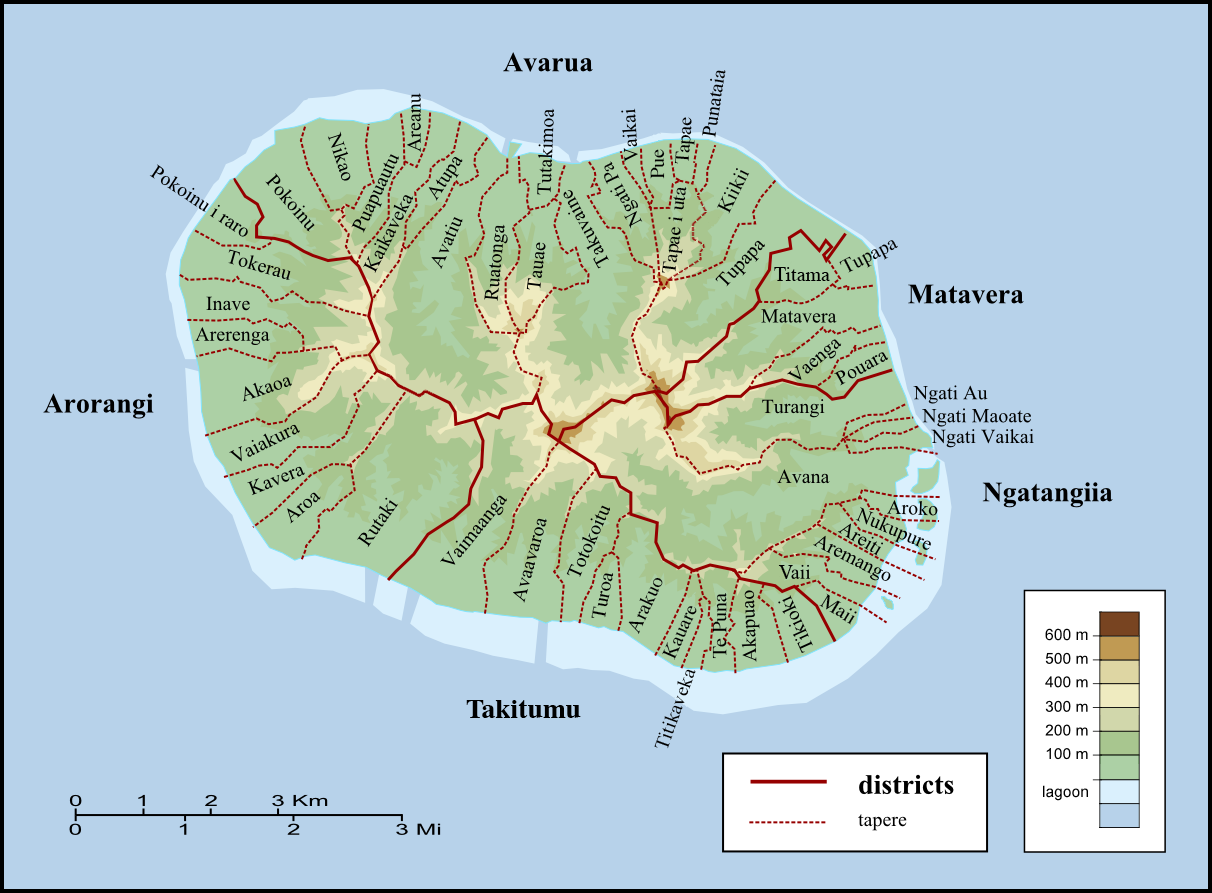
Районы Раротонги

Аваруа подразделяется на 18 территорий (из 54 территорий Раротонги), с запада на восток:
1. Покоину
2. Никао (расположен парламент Островов Кука)
3. Пуапуауту
4. Ареану
5. Каикавека
6. Атупа
7. Аватиу (торговый порт)
8. Руатонга
9. Тутакимоа
10. Тауае (внутрь острова от Тутакимоа, единственная не имеет береговой линии)
11. Такуваине (центр города Аваруа, резиденция правительства Островов Кука, рыбацкая гавань)
12. Нгатипа
13. Ваикаи
14. Тапае-И-Ута
15. Пуе
16. Пунамайа
17. Киикии
18. Тупапа